# Сальма (селище)
Сальма (фін. і карел. Salmi, швед. Salmis) — селище в Росії у складі Питкярантського району Карелії.
У складі селища є 3 поселення:
- Мийнала
- Кірккоекі
- село острова Лункулансаарі

## Загальна інформація
Розташоване селище у гирлі річки Тулемайокі на північно-східному березі Ладозького озера. Через нього проходить автодорога А130, також є залізнична станція.
З фінської та карельської мови назва селища перекладається  як «протока».

## Історія
Перша згадка про селище відноситься до 1500 року. Воно було у складі Корельського повіту Водської п'ятини. До захоплення цих територій шведами на початку 17 століття — Солом'яни.
З 1617 року — у складі Шведського королівства.
У 1632 році — були представлені права міста.
За умовами Ништадтського мирного договору в 1721 році землі були повернуті Російській імперії.
На початку XX століття в селах Мийнала, Тулема і селі на острові Лункулансаарі діяли парова лісопилка, керамічний завод і шкіряні майстерні.
З 1918 по 1939 років — селище перебувало у складі Фінляндії.
У 1935-1970-х роках діяв Сальмінський Лососевий рибоводний завод.
З 1940 по 1991 рік — селище змінило свій статус на селище міського типу, діяв великий радгосп «Сальма».

## Населення
| 1959 | 1970  | 1979  | 1989  | 2009  | 2010  | 2013  |
| ---- | ----- | ----- | ----- | ----- | ----- | ----- |
| 4609 | ↘3129 | ↗3212 | ↗3370 | ↘2623 | ↘2207 | ↘2187 |

## Фото

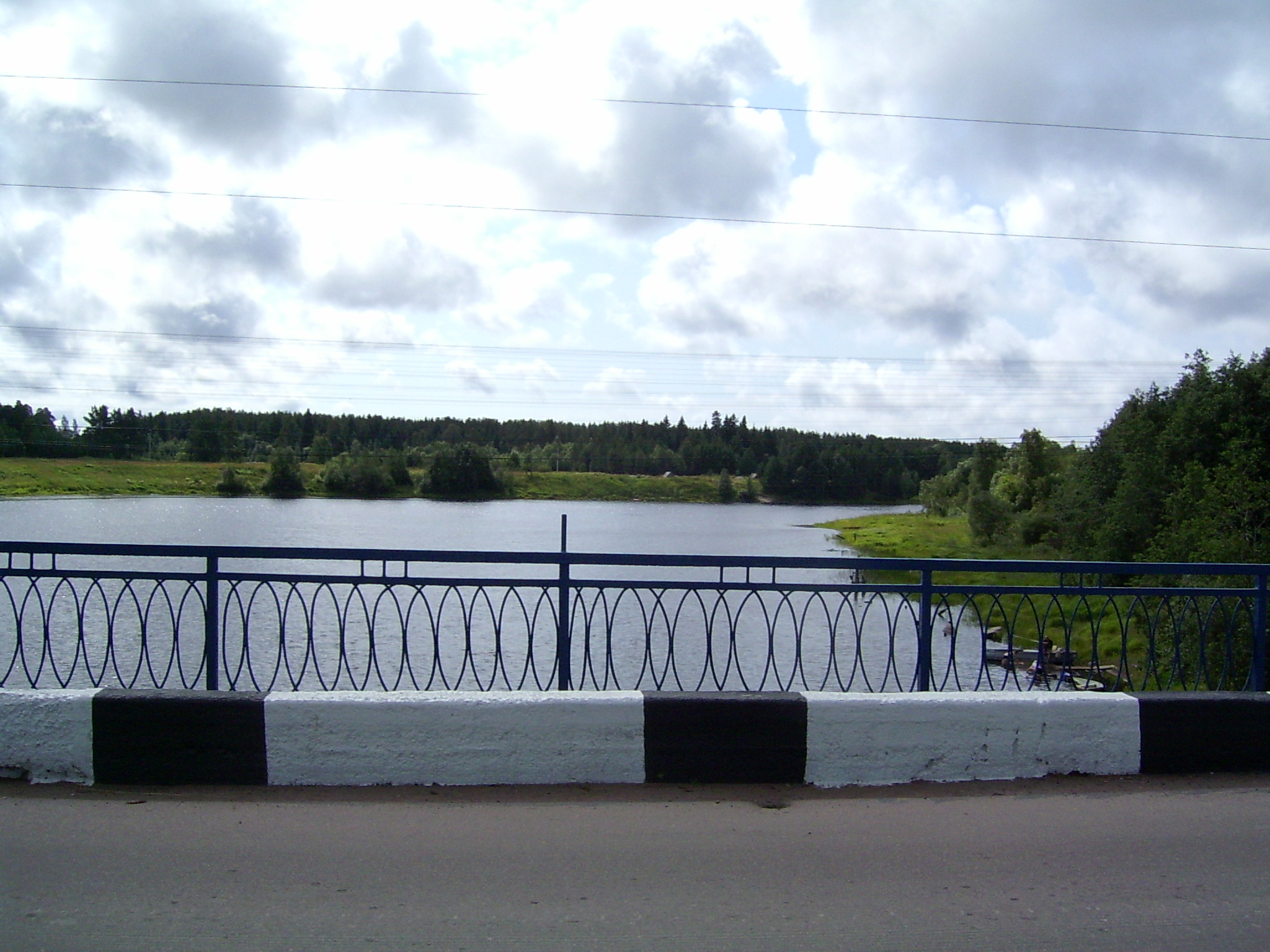
Автомобільний міст через річку Тулемайокі.
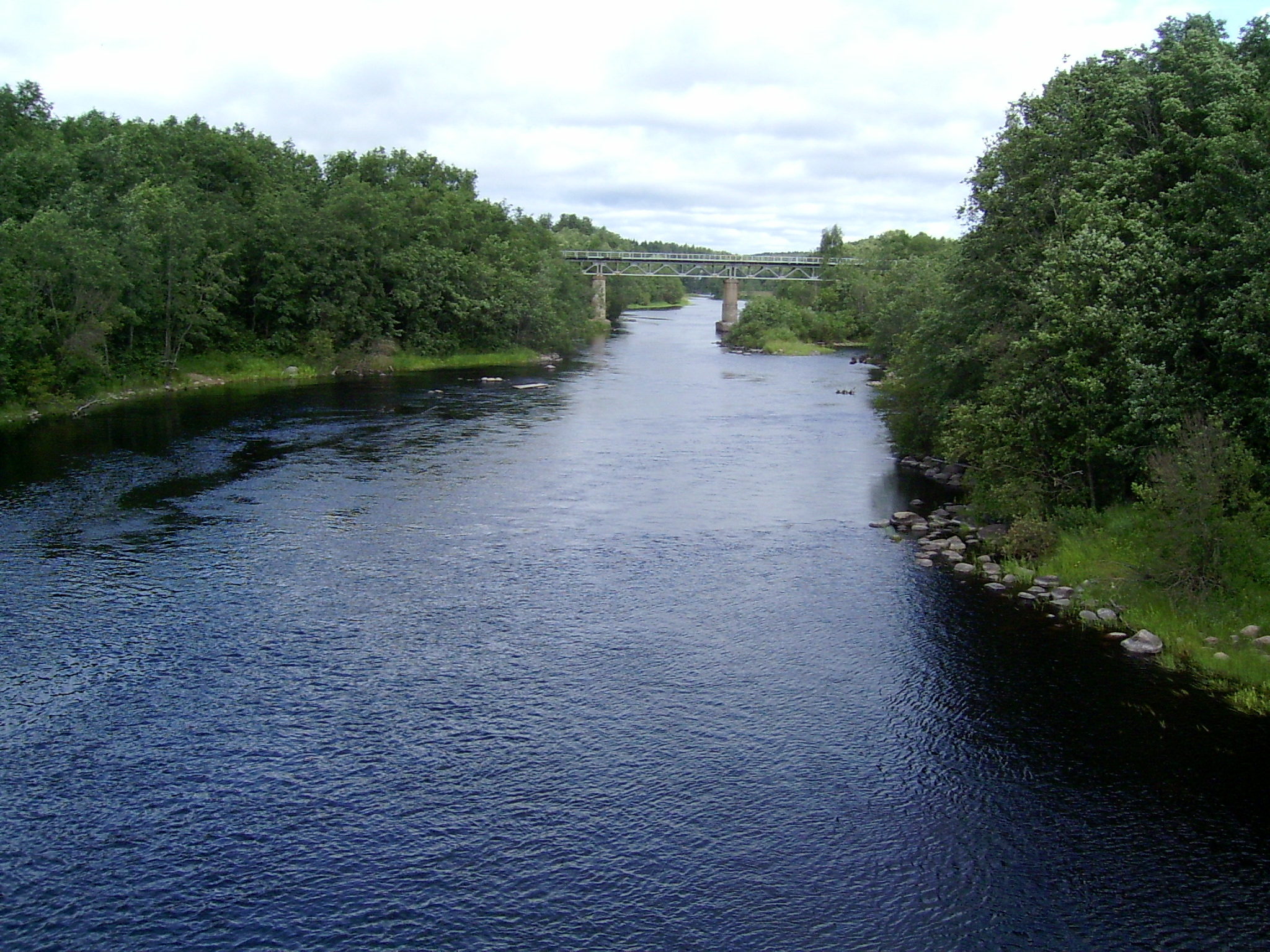
Залізничний міст через річку Тулемайокі.
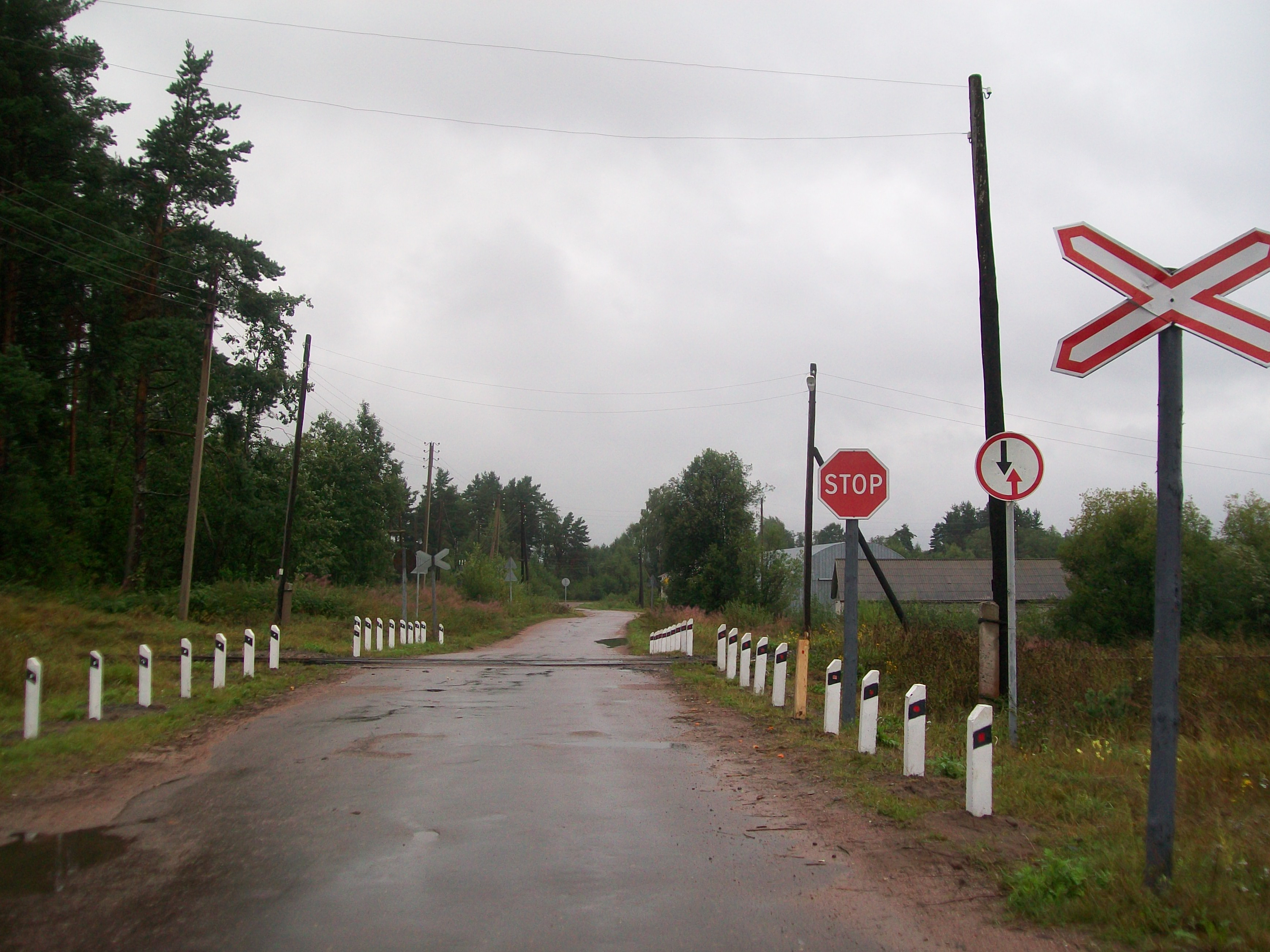
Залізничний переїзд на Коверському шосе.